# Podsavezna nogometna liga Brčko 1959./60.
Podsavezna nogometna liga Brčko, također i kao "Brčanska podsavezna nogometna liga" je bila liga četvrtog stupnja nogometnog prvenstva Jugoslavije u sezoni 1959./60. 
 
Sudjelovalo je 10 klubova, a prvak je bila "Lokomotiva" iz Brčkoga. 

## Ljestvica
| mj. | klub                      | ut. | pob. | ner. | por. | gol+ | gol- | bod |
| --- | ------------------------- | --- | ---- | ---- | ---- | ---- | ---- | --- |
| 1.  | Lokomotiva Brčko          | 18  | 14   | 1    | 3    | 77   | 24   | 29  |
| 2.  | BASK Bijeljina            | 18  | 13   | 2    | 3    | 61   | 27   | 28  |
| 3.  | Poljoprivrednik Novo Selo | 18  | 10   | 4    | 4    | 46   | 29   | 24  |
| 4.  | Podrinje Janja            | 18  | 11   | 1    | 6    | 46   | 39   | 23  |
| 5.  | Graničar Brezovo Polje    | 18  | 8    | 3    | 7    | 48   | 40   | 19  |
| 6.  | Posavac Ugljara           | 18  | 8    | 2    | 8    | 26   | 29   | 18  |
| 7.  | Interplet Brčko           | 18  | 5    | 3    | 10   | 32   | 38   | 13  |
| 8.  | Rudar Ugljevik            | 18  | 5    | 1    | 12   | 29   | 45   | 11  |
| 9.  | Proleter Dvorovi          | 18  | 4    | 1    | 13   | 31   | 70   | 9   |
| 10. | Korpar Grebnice           | 18  | 2    | 2    | 14   | 17   | 72   | 6   |

## Rezultatska križaljka
| kratica | klub                     | BASK | GRA | INT | KOR | LOK | POD | POLJ | POS | PRO | RUD |
| --- | ------------------------ | ---- | --- | --- | --- | --- | --- | ---- | --- | --- | --- |
| BASK | BASK Bijeljina           |      |     |     |     |     |     |      |     |     |     |
| GRA | Graničar Brezovo Polje   |      |     |     |     |     |     |      |     |     |     |
| INT | Interplet Brčko          |      |     |     |     |     |     |      |     |     |     |
| KOR | Korpar Grebnice          |      |     |     |     |     |     |      |     |     |     |
| LOK | Lokomotiva Brčko         |      |     |     |     |     |     |      |     |     |     |
| POD | Podrinje Janja           |      |     |     |     |     |     |      |     |     |     |
| POLJ | Poljoprivednik Novo Selo |      |     |     |     |     |     |      |     |     |     |
| POS | Posavac Ugljara          |      |     |     |     |     |     |      |     |     |     |
| PRO | Proleter Dvorovi         |      |     |     |     |     |     |      |     |     |     |
| RUD | Rudar Ugljevik           |      |     |     |     |     |     |      |     |     |     |
| |                          |      |     |     |     |     |     |      |     |     |     |
| podebljan rezultat - utakmice od 1. do 9. kola (1. utakmica između klubova) rezultat normalne debljine - utakmice od 10. do 18. kola (2. utakmica između klubova) rezultat nakošen - nije vidljiv redoslijed odigravanja međusobnih utakmica iz dostupnih izvora rezultat nakošen i smanjen * - iz dostupnih izvora nije uočljiv domaćin susreta prekrižen rezultat - poništena ili brisana utakmica p - utakmica prekinuta 3:0 p.f. / 0:3 p.f. - rezultat 3:0 bez borbe n.i. - nije igrano |                          |      |     |     |     |     |     |      |     |     |     |

 Izvori: 